# Louis Poinssot
Pour le mathématicien, voir Louis Poinsot.
Pour les articles homonymes, voir Poinssot.
Louis Poinssot, né le 11 juillet 1879 à Paris 6e et mort le 27 août 1967 à Paris 5e, est un archéologue français. Il est le fils du juriste Julien Poinssot, l'un des tout premiers explorateurs de la Tunisie antique, et de Marie Durand de Laur.

## Biographie
Élève au collège Stanislas, licencié en lettres et en droit, il est ensuite élève à l'École pratique des hautes études (1902), puis à l'École française de Rome (1903). Il est le collaborateur de deux grands archéologues français, tous deux directeurs du service des antiquités en Tunisie : Paul Gauckler, directeur de 1896 à 1905, puis Alfred Merlin, directeur de 1906 à 1921. Inspecteur des antiquités à partir de 1907, il devient lui-même directeur de ce service de 1921 à 1942 ; l'archéologue Gilbert Charles-Picard, fils de Charles Picard, lui succède. 
Il poursuit activement les fouilles des sites de Thuburbo Majus, Carthage, Haïdra, Younga et surtout Dougga, sous la conduite de Gauckler à partir de 1901. Il s'implique également beaucoup dans le développement des collections du musée national du Bardo.
Il est membre de l'Académie des inscriptions et belles-lettres. 
Il est le père de l'archéologue et historien spécialiste du site de Dougga, Claude Poinssot.
Une partie des archives de Louis Poinssot est conservée à l'Institut national d'histoire de l'art.